# Хигаси-Фунабаси (станция)
Станция Хигаси-Фунабаси (яп. 東船橋駅 хигаси фунабаси эки) — железнодорожная станция на линии Тюо-Собу, расположенная в городе Фунабаси префектуры Тиба. Станция была открыта 1 октября 1981 года.

## Планировка станции
Одна платформа островного типа и 2 пути.
| 1 | ■Линия Тюо-Собу | Ниси-Фунабаси, Кинситё, Акихабара, Синдзюку, Накано,Митака |
| 2 | ■Линия Тюо-Собу | Цуданума, Инагэ, Тиба                                      |

## Близлежащие станции
| «        |  | Линия          |  | »        |
| -------- |  | -------------- |  | -------- |
| Фунабаси |  | Линия Тюо-Собу |  | Цуданума |